# 1544
سنة 1544 كانت سنة كبيسة تبدأ يوم الثلاثاء (الرابط يظهر نموذج التقويم الكامل للسنة) من التقويم اليولياني.

## مواليد
- فاطمة تازقاغت

## وفيات
- آن هاستينجس
- بيدرو داميانو لاعب شطرنج برتغالي
- جنغجونغ ملك جوسون ملك كوري
- جوهانس ماغنوس
- خسرو باشا الدلاتي سياسي عثماني
- ريتشارد وليامز (سياسي) سياسي ويلزي
- كليمان مارو شاعر فرنسي
- مانكو إنكا يوبانكي
- هوانغ جن إي